# Inventor of Evil
Albums de Destruction
Metal Discharge
(2003) Thrash Anthems
(2007)
Inventor of Evil est le neuvième album studio du groupe de thrash metal allemand Destruction. L'album est sorti le 22 août 2005 sous le label AFM Records.
L'édition japonaise ainsi que l'édition Digipak de l'album contiennent toutes les deux titres supplémentaires. Cependant, ce ne sont pas les mêmes titres. La version Digipak contient une reprise du groupe de Hard rock anglais Motörhead et une version alternative du titre The Alliance of Hellhoundz, ici, il n'y a que le chant de Marcel Schmier. La version japonaise de l'album contient quant à elle le ré-enregistrement du titre Eternal Ban et la version Karoke du titre The Alliance of Hellhoundz.

## Musiciens
- Marcel Schmier – chant, basse
- Mike Sifringer – guitare
- Marc Reign – batterie

## Liste des morceaux
1. Soul Collector - 4:46
2. The Defiance Will Remain - 4:15
3. The Alliance of Hellhoundz - 5:20
4. No Mans Land - 4:31
5. The Calm Before the Storm - 4:59
6. The Chosen Ones - 5:05
7. Dealer of Hostility -4:17
8. Under Surveillance - 3:38
9. Seeds of Hate - 6:11
10. Twist of Fate - 2:55
11. Killing Machine - 3:30
12. Memories of Nothingness - 1:00

### Titres supplémentaires de la version Digipak
1. We Are the Road Crew (reprise du groupe Motörhead)
2. The Alliance of Hellhoundz (chant uniquement)

### Titres supplémentaires de la version japonaise
1. Eternal Ban (ré-enregistrement)
2. The Alliance of Hellhoundz (version Karoke)